# German Masters
O German Masters foi um torneio masculino de golfe profissional do PGA European Tour, que foi disputado na Alemanha entre os anos de 1987 e 2009. Rivalizava com o Aberto Internacional BMW como o principal torneio de golfe da Alemanha. Sua bolsa de prêmios alcançou os três milhões de euros em 2005, tornando-se um dos torneios europeus mais ricos do PGA European Tour. A nova data do renomado torneio em setembro, coincidindo com o Tour Championship, o levou a perder grande parte dos golfistas de elite, de forma que a cifra caiu para os dois milhões de euros atualmente. O local do torneio foi Estugarda desde a primeira edição até 1993, Berlim entre 1994 e 1997, e o Golf Club Gut Lärchenhof em Pulheim, próximo a Colônia, desde 1998.

## Campeões
| Ano                        | Campeão                    | País                       | Pontuação                  | Par                        | Margem                     | Vice-campeão(ões)                                            |
| Mercedes-Benz Championship | Mercedes-Benz Championship | Mercedes-Benz Championship | Mercedes-Benz Championship | Mercedes-Benz Championship | Mercedes-Benz Championship | Mercedes-Benz Championship                                   |
| -------------------------- | -------------------------- | -------------------------- | -------------------------- | -------------------------- | -------------------------- | ------------------------------------------------------------ |
| 2009                       | James Kingston             | África do Sul              | 275                        | −13                        | Playoff                    | Anders Hansen                                                |
| 2008                       | Robert Karlsson            | Suécia                     | 275                        | −13                        | 2 tacadas                  | Francesco Molinari                                           |
| 2007                       | Søren Hansen               | Dinamarca                  | 271                        | −17                        | 4 tacadas                  | Phillip Archer Alastair Forsyth                              |
| Linde German Masters       |                            |                            |                            |                            |                            |                                                              |
| 2006                       | Não houve torneio          | Não houve torneio          | Não houve torneio          | Não houve torneio          | Não houve torneio          | Não houve torneio                                            |
| 2005                       | Retief Goosen              | África do Sul              | 268                        | −20                        | 1 tacada                   | Nick Dougherty David Lynn José María Olazábal Henrik Stenson |
| 2004                       | Pádraig Harrington         | Irlanda                    | 275                        | −13                        | 3 tacadas                  | Nick O'Hern                                                  |
| 2003                       | K. J. Choi                 | Coreia do Sul              | 262                        | −26                        | 2 tacadas                  | Miguel Ángel Jiménez                                         |
| 2002                       | Stephen Leaney             | Austrália                  | 266                        | −22                        | 1 tacada                   | Alex Čejka                                                   |
| 2001                       | Bernhard Langer (4)        | Alemanha                   | 266                        | −22                        | 1 tacada                   | John Daly Fredrik Jacobson                                   |
| 2000                       | Michael Campbell           | Nova Zelândia              | 197*                       | −19                        | 1 tacada                   | José Cóceres                                                 |
| 1999                       | Sergio García              | Espanha                    | 277                        | −11                        | Playoff                    | Pádraig Harrington Ian Woosnam                               |
| 1998                       | Colin Montgomerie          | Escócia                    | 266                        | −22                        | 1 tacada                   | Robert Karlsson Vijay Singh                                  |
| 1997                       | Bernhard Langer (3)        | Alemanha                   | 267                        | −21                        | 6 tacadas                  | Colin Montgomerie                                            |
| 1996                       | Darren Clarke              | Irlanda do Norte           | 264                        | −24                        | 1 tacadas                  | Mark Davis                                                   |
| Mercedes German Masters    |                            |                            |                            |                            |                            |                                                              |
| 1995                       | Anders Forsbrand           | Suécia                     | 264                        | −24                        | 2 tacadas                  | Bernhard Langer                                              |
| 1994                       | Seve Ballesteros           | Espanha                    | 270                        | −18                        | Playoff                    | Ernie Els José María Olazábal                                |
| 1993                       | Steven Richardson          | Inglaterra                 | 271                        | −17                        | 2 tacadas                  | Robert Karlsson                                              |
| 1992                       | Barry Lane                 | Inglaterra                 | 272                        | −16                        | 2 tacadas                  | Rodger Davis Bernhard Langer Ian Woosnam                     |
| 1991                       | Bernhard Langer (2)        | Alemanha                   | 275                        | −13                        | Playoff                    | Rodger Davis                                                 |
| 1990                       | Sam Torrance               | Escócia                    | 272                        | −16                        | 3 tacadas                  | Bernhard Langer Ian Woosnam                                  |
| German Masters             |                            |                            |                            |                            |                            |                                                              |
| 1989                       | Bernhard Langer            | Alemanha Ocidental         | 276                        | −12                        | 1 tacada                   | José María Olazábal Payne Stewart                            |
| 1988                       | José María Olazábal        | Espanha                    | 279                        | −9                         | 2 tacadas                  | Anders Forsbrand Des Smyth                                   |
| 1987                       | Sandy Lyle                 | Escócia                    | 278                        | −10                        | Playoff                    | Bernhard Langer                                              |

* - A última rodada da edição de 2000 foi cancelada por causa do mau tempo